# 5e division blindée (États-Unis)
La 5e division blindée US est une unité blindée de l'armée des États-Unis ayant participé à la Seconde Guerre mondiale.

## Histoire
La division débarque à Utah Beach le 24 juillet 1944 et combat dès le 2 août poussant plein sud libérant Coutances, Avranches, et Vitré. Elle libère le Mans le 8 aout avant de remonter plein nord pour participer à la fermeture de la poche de Falaise. Relevée à Argentan par la 90e Division d'infanterie US, elle fonce tout droit vers l'Eure qui est franchie le 16 aout. De violents combats ont lieu dans le couloir entre l'Eure et la Seine. Elle continue son avance et atteint la frontière belge à Condé le 2 septembre.  
Elle se retourne vers l'est, traverse la Meuse à Charleville-Mézières le 4 septembre. Elle traverse Sedan, libère la capitale du Luxembourg et se déploie face à la frontière allemande. Une pointe est poussée de l'autre côté de la frontière le 11 septembre. Elle devient donc la première unité alliée à entrer en Allemagne.(après les russes qui faisaient aussi partie des Alliées) Le 14 septembre, elle pénètre la ligne Siegfried à Wallendorf. En octobre, elle se tient sur la défensive dans le secteur Monschau-Hofen. Elle livre ensuite de durs combats dans la forêt d'Hurtgen et atteint les rives de la Roer. Le 22 décembre, elle est placée en réserve du 12e groupe d'armée.    
Elle traverse la Roer le 25 février 1945 à l'avant-garde du XIIIe corps pour la  pousser vers le Rhin qui est traversé à Wesel le 30 mars. Elle atteint l'Elbe à Tangermünde le 12 avril. Le 16 avril, elle se dirige sur Klotze pour détruire la Panzerdivision Clausewitz et pousse une nouvelle fois sur l'Elbe dans la région de Dannenberg.   
Elle est dissoute en 1945 puis recréée en 1950 lors de la guerre froide et dissoute en 1956.

## Composition

### Blindés
- 10th Tank Battalion (10e bataillon de chars)
- 34th Tank Battalion (34e bataillon de chars)
- 81st Tank Battalion (81e bataillon de chars)
- 85th Cavalry Reconnaissance Squadron (85e escadron de reconnaissance)

### Infanterie
- 5th Armored Infantry Battalion (5e bataillon d'infanterie blindée)
- 46th Armored Infantry Battalion (46e bataillon d'infanterie blindée)
- 47th Armored Infantry Battalion (47e bataillon d'infanterie blindée)

### Artillerie
- 5th Armored Division Artillery (5e artillerie de division blindée)
- 47th Armored Field Artillery Battalion (47e bataillon d'artillerie blindée de campagne)
- 71st Armored Field Artillery Battalion (71e bataillon d'artillerie blindée de campagne)
- 95th Armored Field Artillery Battalion (95e bataillon d'artillerie blindée de campagne)

### Services
- 22nd Armored Engineer Battalion (22e bataillon de génie blindé)
- 145th Armored Signal Battalion (145e bataillon de signalisation blindée)
- 9th Armored Division Trains (9e train de division blindée)
- 127th Armored Maintenance Battalion (127e bataillon de maintenance blindée)
- 75th Armored Medical Battalion(75e bataillon médical blindé)
- Military Police Platoon (peloton de police militaire)
- 505th Counterintelligence Corps Detachment (505e détachement du corps de contre-espionnage)

## Commandants
- 1941-1942 : Major-General Jack W. Heard
- 1942- février 1943 : Brigadier-General Sereno E. Brett
- février 1943- mai 1945: Major-General Lunsford E. Oliver